# Læderarbejde
Læderarbejde er håndværk, hvor læder bliver bearbejdet til genstand eller kunst ved at forme, farve, sy, skære og præge læderet.